# Pterostichus diplophryus
Pterostichus diplophryus är en skalbaggsart som beskrevs av Maximilien de Chaudoir. Pterostichus diplophryus ingår i släktet Pterostichus och familjen jordlöpare. Inga underarter finns listade i Catalogue of Life.